# Spoon (группа)
Spoon — американская инди-рок-группа из Остина, Техас. В состав группы входят Бритт Дэниел — Britt Daniel (вокал, гитара); Джим Эно — Jim Eno (ударные); Роб Поуп — Rob Pope (бас) и Эрик Харви — Eric Harvey (клавишные, гитара, перкуссия, бэк-вокал).
Группа была образована в 1993 вокалистом/гитаристом Бриттом Дэниэлом и ударником Джимом Эно. В первоначальный состав группы также вошли Грег Уилсон — Greg Wilson (гитара) и Энди МакГвайр — Andy McGuire (бас). Название Spoon группа выбрала в честь одноимённой песни немецкой краут-рок-группы Can.

## Дискография

### Альбомы
- Telephono (1996, Matador)
- A Series of Sneaks (1998, Elektra)
- Girls Can Tell (2001, Merge)
- Kill the Moonlight (2002, Merge)
- Gimme Fiction (2005, Merge) #44 USA
- Ga Ga Ga Ga Ga (2007, Merge) #10 USA
- Transference (2010, Merge) #4 USA
- They Want My Soul (2014, Loma Vista) #4
- Hot Thoughts (2017)
- Lucifer on the Sofa (2022)

## В популярной культуре
- Композиция «Got Nuffin» звучит в финале 7 сезона телесериала «Доктор Хаус»[1]. Также эта песня группы (наряду с двумя другими, «Don’t Make Me a Target» и «Don’t You Evah») использована в телесериале «Chuck»
- Песня «I Turn My Camera On» с альбома Gimme Fiction звучит в сериалах «Кости» и"Вероника Марс" (там можно также услышать композицию «I Summon You» с того же альбома), а также в мультсериале «Симпсоны»
- Композиция «The Infinite Pet» с альбома Gimme Fiction звучит в фильме «500 дней лета»[2]